# This (programação de computadores)
this, self e Me são palavras-chave usadas em algumas linguagens de programação de computador para se referir ao objeto, classe ou outra entidade da qual o código atualmente em execução faz parte. A entidade referida por essas palavras-chave depende, portanto, do contexto de execução (por exemplo, qual objeto está tendo seu método chamado). Diferentes linguagens de programação usam essas palavras-chave de maneiras, ligeiramente, diferentes. Em linguagens onde uma palavra-chave como "this" é obrigatória, a palavra-chave é a única forma de acessar dados e métodos armazenados no objeto atual. Onde for opcional, eles podem eliminar a ambiguidade de variáveis e funções com o mesmo nome.

## Implementações

### PowerShell
No PowerShell, a variável automática especial $_ contém o objeto atual no objeto de pipeline. Você pode usar essa variável em comandos que executam uma ação em cada objeto ou em objetos selecionados em um pipeline.
```
"um"
,
 
"dois"
,
 
"três"
 
|
 
%
 
{
 
write 
$_
 
}

```

Da mesma forma, começando com PowerShell 5.0, que adiciona uma sintaxe formal para definir classes e outros tipos definidos pelo usuário, a variável $this descreve a instância atual do objeto.

### Python
Em Python, não existe uma palavra-chave para this. Quando uma função membro é chamada em um objeto, ele chama a função membro com o mesmo nome no objeto de classe do objeto, com o objeto automaticamente vinculado ao primeiro argumento da função. Assim, o primeiro parâmetro obrigatório dos métodos de instância serve como this. Este parâmetro é, convencionalmente, denominado self, mas pode ser denominado qualquer coisa.
Desta forma, o parâmetro self é usado para representar a instância da classe. Com ele você pode acessar os atributos e métodos da classe em python, pois ele vincula os atributos aos argumentos fornecidos. Em Python, temos métodos que fazem com que a instância seja passada automaticamente, mas não recebida automaticamente.
Exemplo:
```
class
 
automovel
():

    
# método init ou construtor

    
def
 
__init__
(
self
,
 
carro
,
 
cor
):

        
self
.
carro
 
=
 
carro

        
self
.
cor
 
=
 
cor

    
    
def
 
exibir
(
self
):

        
print
(
"O carro é"
,
 
self
.
carro
)

        
print
(
"Sua cor é"
,
 
self
.
cor
)

        

fusca
 
=
 
automovel
(
"fusca"
,
 
"amarelo"
)

gol
 
=
 
automovel
(
"gol"
,
 
"azul"
)

fusca
.
exibir
()

gol
.
exibir
()

```

Em métodos de classe (criados com o decorador classmethod), o primeiro argumento se refere ao próprio objeto de classe e é, convencionalmente, chamado de cls; estes são usados principalmente para construtores herdáveis, onde o uso da classe como um parâmetro permite subclassificar o construtor. Em métodos estáticos (criados com o decorador staticmethod), não existe primeiro argumento especial.